# Medaille der Arbeit (Monaco)
Die Medaille der Arbeit wurde per Dekret Nr. 284 am 6. Dezember 1924 durch Fürst Louis II. von Monaco gestiftet und wird für langjährige treue Dienste im privaten oder öffentlichen Dienst bei einem Arbeitgeber des Landes verliehen.
Die Medaille besteht aus drei Stufen und kann nach 30 Jahren (Gold – Silber vergoldet), 25 Jahren (Silber) und 18 Jahren (Bronze) Tätigkeit, gerechnet ab dem vollendeten 18. Lebensjahr, zur Verleihung kommen. Seit 29. Januar 2007 wird die Medaille nur noch in zwei Stufen – Silber und Bronze – verliehen.
Die runde Medaille zeigt das nach rechts gewendete Bildnis des regierenden Fürsten. Umlaufend in einem Reif die entsprechenden Inschrift, so bei der ersten Prägung LOVIS II · PRINCE · DE · MONACO (Louis II. Fürst von Monaco). Rückseitig ist ein Kranz aus Eichenblättern zu sehen. Im oberen halbrund des Reifs stehen die Worte PRINCIPAVTE · DE · MONACO (Fürstentum Monaco) und im unteren HONNEVR × TRAVAIL (Ehrenvolle Arbeit). Waagrecht verläuft ein Balken, auf dem der Name des Beliehenen eingraviert wird.
Getragen wird die Auszeichnung an einem weißen Band mit roten Streifen sowie einem Randstreifen mit roten Rhomben auf der linken Brustseite. Gekennzeichnet sind die einzelnen Stufen durch die Anzahl der roten Streifen auf dem Band.
Verleihung erfolgen jeweils am monegassischen Nationalfeiertag durch den Staatsminister von Monaco.